# Фригг (футбольный клуб)
«Фригг Осло» (норв. Frigg Oslo Fotballklubb) — норвежский футбольный клуб из города Осло. В настоящий момент он выступает в Третьем дивизионе, третьем по силе дивизионе страны.
Клуб был основан 17 мая 1904 года.
«Фригг Осло» играет свои домашние матчи на стадионе Фрогнер в Осло, вмещающем 5 500 зрителей.

## История
Клуб был основан 17 мая 1904 года под названием СК Фригг, которое было дано команде по имени верховной богини Фригг из скандинавской мифологии. 21 апреля 1954 года команда объединилась с клубом СК Варг. В 1990 году он стал именоваться как Фригг Осло ФК. Команда провела ряд сезонов в главной норвежской футбольной лиге, кроме того «Фригг» трижды побеждал в Кубке Норвегии

## Достижения
- Обладатель кубка Норвегии: 1914, 1916, 1921